# Russos da Ucrânia

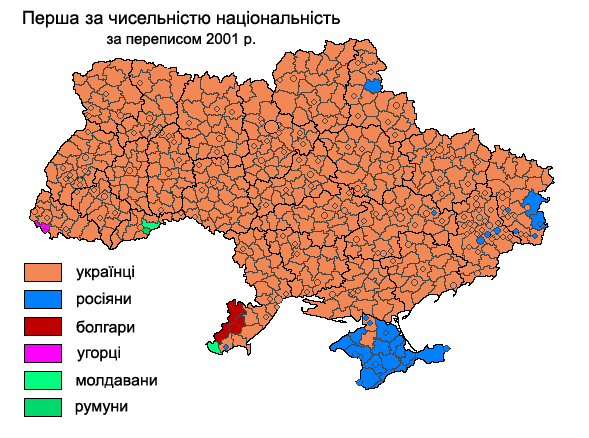
Maior etnia nas cidades e raions da Ucrânia, de acordo com censo de 2001. Russos estão no azul

Os russos da Ucrânia formam a maior minoria étnica do país e a comunidade constitui a maior diáspora russa no mundo. No censo ucraniano de 2001, 8.334.100 foram identificados como russos étnicos (17,3% da população total), este é o valor combinado para as pessoas originárias de fora da Ucrânia e a população autóctone declarando etnia russa.

## Geografia

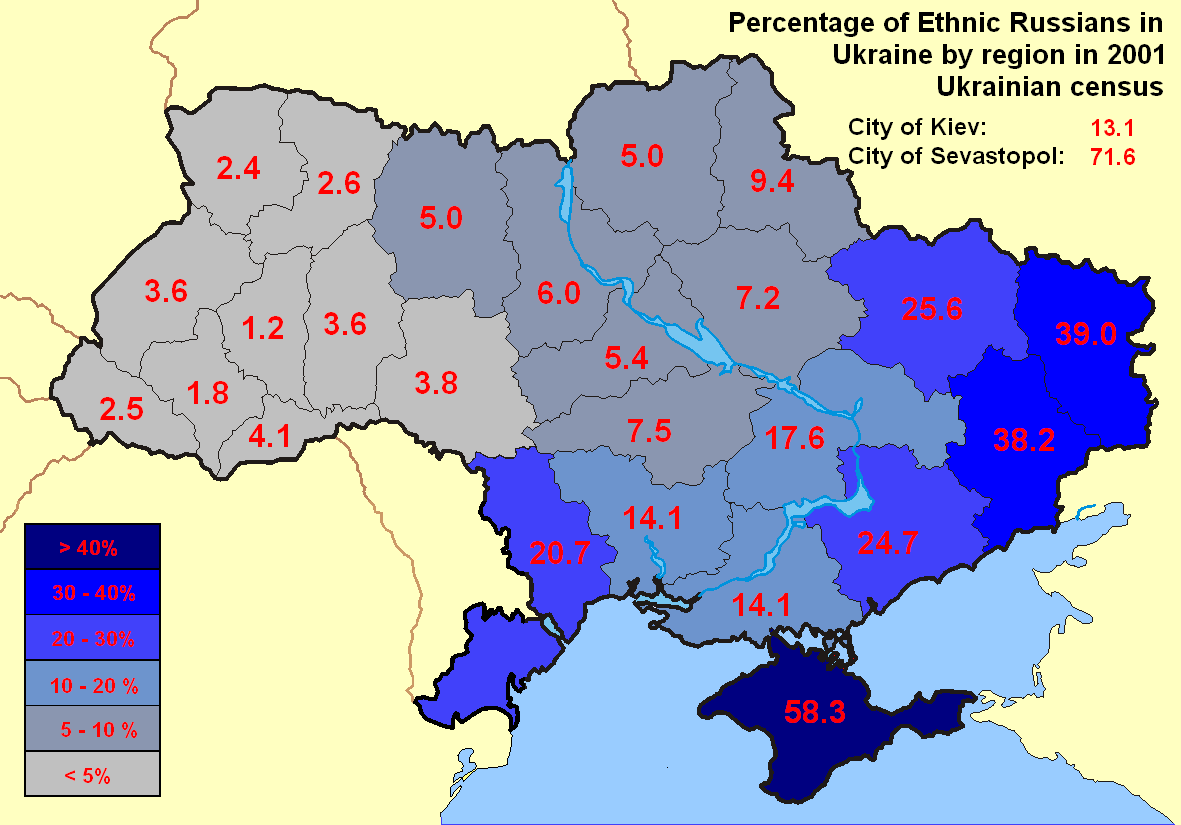
De acordo com o censo ucraniano de 2001, a percentagem de população russa tende a ser maior no leste e sul do país.

A população de etnia russa é significativa em toda a Ucrânia variando de apenas uma fração notável de uma população total no oeste, para uma minoria significativa no centro e crescendo em número ainda maior para o leste e para o sul.
No oeste e no centro do país, a porcentagem da população russa é mais elevada nas cidades e nos centros industriais e muito menor nas áreas rurais, esmagadoramente ucranófona. Devido a presença tradicionalmente elevada dos russos nas cidades, bem como por razões históricas, a maioria das grandes cidades do centro e do sudeste do país (incluindo Kiev, onde os russos constituem 13,1% da população) permanecem em grande parte russófonas até hoje. 
Os territórios mistos tradicionalmente povoados pelos russo-ucranianos são sobretudo o histórico Novorossiya (Nova Rússia) e Slobozhanshchina (Sloboda Ucrânia), que atualmente estão divididos entre a moderna Rússia e a Ucrânia. Os russos também constituem a maioria da população da Crimeia, uma península atualmente no sul da Ucrânia, que foi transferida da República Socialista Federativa Soviética da Rússia para a República Socialista Soviética Ucraniana em 1954 por decisão do governo soviético.